# Heinkel He 274
Heinkel He 274 je bil štirimotorni propelerski težki bombnik, ki so ga razvili v nacistični Nemčiji med 2. svetovno vojno. Bombnike so sestavljali Franciji, vendar jih zaradi zavezniškega napredovanja niso dokončali. Po vojni so jih dokončali Francozi in jih uporabljali za visokoovišinsko raziskovanje. Zgrajena sta bila samo dva prototipa.
He 274 bi se lahko uporabljal tudi kot matično letalo (leteča letalonosilka) za manjša parazitna letala.

## Specifikacije (He 274 V1)
Splošne karakteristike
- Posadka: 4
- Dolžina: 78 ft 1¼ in (23,80 m)
- Razpon kril: 145 ft 0 in (44,19 m)
- Višina: 18 ft 0½ in (5,50 m)
- Površina kril: 1829,86 ft² (170,00 m²)
- Teža praznega letala: 46958 lb (21300 kg)
- Maks. vzletna teža: 83776 lb (38000 kg)
- Pogon letala: 4 ×  12-valjni obratni V-motor Daimler-Benz DB 603A, 11287 kW (1726 KM)  vsak

 Zmogljivost 
- Maks. hitrost: 360 mph (580 km/h) na višini 11000 m (36090 ft)
- Doseg: 2137 milj (3440 km)
- Višina leta: 46920 ft (14300 m)
- Hitrost vzpenjanja: 780 ft/min (237 m/min)

Oborožitev

- Strelno orožje: 5 x 13mm MG 131 strojnice
- Bombe: Do 4000 kg bomb v dveh notranjih nosilcih